# كارين تشن
كارين تشن (بالإنجليزية: Karen Chen) هي متزلجة فنية أمريكية، ولدت في 16 أغسطس 1999 في فريمونت في الولايات المتحدة.

## وصلات خارجية
- الموقع الرسمي
- كارين تشن على موقع الاتحاد الدولي للتزلج (الإنجليزية)
- كارين تشن على موقع اللجنة الأولمبية الدولية (الإنجليزية)
- كارين تشن على موقع أوليمبيديا (الإنجليزية)
- كارين تشن على موقع اللجنة الأولمبية والبارالمبية الأمريكية (الإنجليزية)